# Прирічна вулиця (Київ)
Прирі́чна вулиця — вулиця в Оболонському районі міста Києва, житловий масив Оболонь. Пролягає від проспекту Володимира Івасюка до Північної вулиці, вздовж берега Дніпра, утворюючи півколо.

## Історія
Вулиця виникла наприкінці 1970-х років. Сучасна назва — з першої половини 1980-х років, народного походження, як вулиці, що фактично є набережною р. Дніпро.

## Навчальні заклади
- Дошкільний навчальний заклад № 696 (буд. № 17-б).
- Дошкільний навчальний заклад № 673 «Веселка» (буд. № 19-б).
- Середня загальноосвітня школа № 226 (буд. № 19-є).
- Гімназія № 244 «Оболонь» (буд. № 27-б).
- Дошкільний навчальний заклад № 291 (буд. № 29).

## Храм
- Свято-Покровський собор Української православної церкви (Московського патріархату) (буд. № 5-а).